# Liste d'auteurs jésuites contemporains
Cette liste regroupe des auteurs jésuites des XXe et XXIe siècles, spécialisés dans le domaine de la théologie, de la philosophie, des études bibliques, de la poésie, des langues, de la sociologie, de l'histoire, de l'archéologie, ainsi que leurs principales œuvres.

## Allemagne
- Augustin Bea (1881-1968), cardinal. Théologien et bibliste, personnalité de premier plan dans les relations entre judaïsme et christianisme, artisan de la déclaration Nostra Ætate. Surnommé le « Cardinal de l'unité » en raison de son rôle auprès des diverses confessions chrétiennes avant et après Vatican II. Auteur de L'Unité dans la liberté et de L'Église et le peuple juif.
- Karl Becker (jésuite) (1928-2015)
- Michael Bordt (né en 1960)
- Heinrich Dumoulin (1905-1995)

- Alois Grillmeier (1910-1998), cardinal. Christologue, professeur de théologie fondamentale et dogmatique, auteur de Le Christ dans la Tradition chrétienne.
- Norbert Lohfink (né en 1928)
- Oswald von Nell-Breuning (1890-1991), théologien et sociologue. Originaire de Trèves, ce prêtre jésuite a assisté le pape Pie XI dans la rédaction de l'encyclique Quadragesimo anno, reprenant les bases de la doctrine sociale de l'Église introduite par Léon XIII en 1891 dans l'encyclique Rerum novarum.
- Heinrich Pfeiffer (1939-2021)

- Erich Przywara (1889-1973). Philosophe et théologien, influencé entre autres par saint Augustin, Thomas d'Aquin, Newman et la phénoménologie. Auteur de Analogia entis.

- Hugo Rahner (1900-1968). Frère aîné de Karl Rahner. Mariologue, spécialiste de la patrologie et de l'histoire du dogme catholique. Initiateur d'une approche de la spiritualité ignacienne fondée sur la critique historique. Auteur de Genèse des Exercices et de Ignace de Loyola.

- Karl Rahner (1904-1984). Élève de Heidegger, peritus au concile Vatican II, où il exerça une influence durable. Professeur de théologie dogmatique, il développa une conception nouvelle de la sotériologie. Cofondateur de la revue Concilium et auteur du Traité fondamental de la foi, il est considéré comme l'un des plus grands théologiens catholiques du XXe siècle.
- Philipp Renczes (né en 1964)
- Egon Sendler (1923-2014)
- Hans Waldenfels (né en 1931)
- Hans Zollner (né en 1966)
- Franz Zorell (1863-1947)

## Angleterre
- Martin D'Arcy (1888-1976). Théoricien de l'amour. Son ouvrage majeur The Mind and Heart of Love, publié par T. S. Eliot en 1945, ouvrage explore la relation théologique de l'éros et de l'agapé.
- Frederick Copleston (1907-1994). Historien de la philosophie. Son ouvre majeure est A History of Philosophy. Onze volumes publiés entre 1946 et 1974.

## Argentine
- Guillermo Furlong (1889-1974). Historien argentin.
- Dalmacio Sobrón (1927-1996). Historien de l'art.

## Autriche
- Mario von Galli (1904-1987)
- Josef Andreas Jungmann (1889-1975). Théoricien du Mouvement liturgique et artisan de la réforme liturgique de Vatican II. Promoteur de la théologie kérygmatique avec Hugo et Karl Rahner. Auteur de Missarum Sollemnia : Explication génétique de la messe romaine.

## Belgique
- Robert Antoine (1914-1981)
- Albert Chapelle (1929-2003). Philosophe et théologien dont la pratique des Exercices spirituels s'appuie sur Heidegger, Thomas d'Aquin, Hegel, Maurice Blondel et Claude Bruaire. Influencé par la pensée d'Henri de Lubac, fondateur de l'Institut d'études théologiques, il apporta une contribution importante au Catéchisme de l'Église catholique. Auteur de Hegel et la religion, Ontologie et Épistémologie.
- Pierre Charles (jésuite) (1883-1954)
- Jacques Dupuis (1923-2004). Théologien et spécialiste de la théologie du dialogue inter-religieux. Vers une théologie chrétienne du pluralisme religieux est son ouvrage le plus cité.
- Jean De Fraine (1914-1966)
- Charles Delhez (né en 1951)
- Michel van Esbroeck (1934-2003)
- Gérard Fourez (1937-2018)
- Jean Galot (1919-2008). Théologien et professeur de théologie à l'Université pontificale grégorienne à Rome. Auteur spirituel très fécond de réputation mondiale et de lecture très abordable, on lui doit de nombreux articles et plus d'une centaine d'ouvrages spirituels ou de théologie traduits en plusieurs langues. Son champ d'investigation embrasse la théologie trinitaire, la christologie, la patrilogie (étude de la paternité divine), la pneumatologie (le Saint-Esprit), la mariologie, l'ecclésiologie, l'eschatologie et l'exégèse.
- Maurice Gilbert (né en 1934)
- Robert Godding (jésuite) (né en 1956)
- Jean Guillaume (1918-2001)
- Édouard Hambye (1916-1990)
- Bernard Joassart (né en 1954)
- Camille-Jean Joset (1912-1992)
- Ignace de La Potterie (1914-2003)
- Paul Lebeau, sj (1925-2012)
- Jean Levie (1885-1966)
- Joseph Maréchal (1870-1944)
- Édouard de Moreau (1879-1952)
- Alain Mattheeuws (né en 1952)
- Pierre Piret (né en 1945)
- Bernard Pottier, sj (né en 1953)
- Pierre Scheuer (1872-1957)
- Jean-Louis Ska (né en 1946)
- Jean-Pierre Sonnet (né en 1955)
- Léon de Sousberghe (1903-2006)
- Roger Troisfontaines (1916-2007)
- Karel Van Isacker (1913-2010)
- Léopold Willaert (1878-1963)

## Canada
- Pierre Angers (1912-2005)
- Lucien Campeau (1914-2003)
- Hervé Carrier (1921-2014)
- Gilles Langevin (1925-2018)
- René Latourelle (1918-2017)
- Bernard Lonergan (1904-1984). Philosophe, économiste et théologien dans la tradition thomiste.Auteur, entre autres, de Insight: A Study of Human Understanding (1957) et Method in Theology (1972), textes fondateurs de ce qu'il appelle la « Méthode empirique généralisée ».
- Terrence Prendergast (né en 1944)
- Georges-André Vachon (1926-1994)

## Cuba
- Emilio Brito (né en 1942), philosophe, spécialiste de l'idéalisme allemand

## Espagne
- José Antonio Ferrer Benimeli (né en 1934). Historien spécialiste de la Franc-maçonnerie.
- Gotzon Garate (1934-2008)
- Juan Goikoetxea Maiza (1913-1983)
- Luis Ladaria Ferrer (né en 1944)
- Urbano Navarrete (1920-2010)
- José O'Callaghan (1922-2001)
- Jon Sobrino (né en 1938). Théologien de la Libération. Jésus-Christ libérateur publié en 2014 est le livre qui a fait le plus parlé de lui.

## États-Unis
- Daniel Berrigan (1921-2016)
- Avery Dulles (1918-2008), cardinal, titulaire de la Croix de guerre 1939-1945
- Joseph Fessio (né en 1941)
- Joseph Fitzmyer (1920-2016)
- Daniel J. Harrington (1940-2014)
- James J. Martin (né en 1960)
- William L. Moran (1921-2000)
- John Courtney Murray (1904-1967)
- Vincent O'Keefe (1920-2012)
- John W. O'Malley (1927-2022)
- John Powell (jésuite) (1925-2009)
- William J. Richardson (1920-2016)
- James V. Schall (1928-2019)

## France
- Jean-Noël Aletti (né en 1942)
- Paul Beauchamp (1924-2001)
- Pierre Blet (1918-2009)
- Joseph Bonsirven (1880-1958)
- Henri Bouillard (1908-1981)
- Pierre du Bourguet (1910-1988)
- Jean-Yves Calvez (1927-2010)
- Pierre de Charentenay (né en 1943)
- Michel de Certeau (1925-1986)
- Pierre Ceyrac (1914-2012)
- Pierre Chaillet (1900-1972)
- Henri Crouzel (1919-2003)
- Jean Daniélou (1905-1974)
- Paul Doncoeur (1880-1961)
- François Euvé (né en 1954)
- Michel Fédou (né en 1952)
- Henri Fleisch (1904-1985)
- Gaston Fessard (1897-1978)
- Pierre Ganne (1904-1979)
- Maurice Giuliani (1916 - 2003)
- Léonce de Grandmaison (1868-1927)
- Gaël Giraud (né en 1970)
- Patrick Goujon (né en 1969)
- Étienne Grieu (né en 1962)
- Jacques Guillet (1910-2001)
- Paul Joüon (1871-1940)
- Marcel Jousse (1886-1961)
- Pierre-Jean Labarrière (1931-2018)
- Henri de Lagrevol (1905-1980)
- Henri Laux (né en 1951)
- Philippe Lécrivain (1941-2020)
- Xavier Léon-Dufour (1912-2007)
- Henri de Lubac (1896-1991)
- Henri Madelin (1936-2020)
- Jean Mambrino (1923-2012)
- André Manaranche (1927-2020)
- Gustave Martelet (1916-2014)
- Roland Meynet (1939- )
- Joseph Moingt (1915-2020)
- Claude Mondésert (1906–1990)
- Yves de Montcheuil (1900-1944)
- Georges Morel (théologien) (1920-1989)
- Michel Olphe-Galliard (1900-1985)
- René d'Ouince (1896-1973)
- Henri du Passage (1874-1963)
- Yves Raguin (1912-1998), sinologue
- Marc Rastoin (né en 1967)
- Émile Rideau (1899-1981)
- Michel Riquet (1898-1993)
- Didier Rimaud (1922-2003)
- Éric de Rosny (1930-2012)
- Michel Sales (1939-2016)
- Henri Sanson (1917-2010)
- Bernard Sesboüé (1929 - 2021)
- Jacques Sevin (1882-1951)
- Pierre Teilhard de Chardin (1881-1955)
- Christoph Theobald (né en 1948)
- Jean-François Thomas (né en 1957)
- Xavier Tilliette (1921-2018), philosophe
- Joseph de Tonquédec (1868-1962)
- Pierre Tritz (1914-2016)
- Sylvain Urfer (1941-2021)
- Paul Valadier (né en 1933)
- Albert Vanhoye (1923 - 2021), théologien, exégète
- François Varillon (1905-1978)
- Denis Vasse (1933-2018)

## Hongrie
- László Ladány (1914-1990)
- Franz Jalics (1927-2021)

## Inde
- Michael Amaladoss (né en 1936)
- John Correia-Afonso (1924-2005)
- Anthony de Mello (1931-1987)

## Irlande
- Stephen Brown (jésuite) (1881-1962)
- Thomas Casey (né en 1962). Philosophe spécialiste de Levinas.

## Italie
- Angelo Brucculeri (1879-1969)
- Roberto Busa (1913-2011)
- Felice Cappello (1879-1962)
- Paolo Dezza (1901-1999)
- Riccardo Lombardi (1908-1979)
- Carlo Maria Martini (1927-2012)
- Paolo Molinari (1924-2014)
- Pietro Pirri (1881-1969)
- Antonio Spadaro (né en 1966)

## Japon
- Yuji Sugawara (né en 1957)
- Yachita Tsuchihashi (1866-1965)

## Lettonie
- Stanislavs Ladusãns (1912-1993)

## Lituanie
- Jonas Boruta (1944-2022)
- Lionginas Virbalas (né en 1961)

## Pays-Bas
- Piet Schoonenberg (1911-1999)
- Cornelius Wessels (1880-1964)

## Pérou
- Rubén Vargas Ugarte (1886-1975)

## Philippines
- Joaquin G. Bernas (1932-2021)
- Horacio de la Costa (1916-1977)

## Pologne
- Henryk Fros (1922-1998)
- Piotr Lenartowicz (1934-2012)
- Jerzy Mirewicz (pl) (1909-1996), aumonier universitaire formé au noviciat de la province de Toulouse des jésuites à Vals-près-le-Puy, établi après 1964 à Rome puis à Londres, lauréat de plusieurs prix littéraires dont le prix Kościelski
- Stanisław Musiał (1938-2004)
- Damian Wojciechowski (1968- ), réalisateur de documentaires, missionnaire en Sibérie et au Kirghizistan, chroniqueur et essayiste

## Portugal
- Nuno da Silva Gonçalves (né en 1958)

## Suisse
- Albert Longchamp (1941-2022)
- Pierre Henrici (1928-)
- Karl Kälin (1870-1950)
- Hans Urs von Balthasar[1]

## Tchèque
- Tomáš Špidlík (1919-2010)

## Uruguay
- Luis Pérez Aguirre (1941-2001)
- Juan Luis Segundo (1925-1996)